# Editorial Avante!
A Editorial Avante! é a editora oficial do Partido Comunista Português, assim como o Avante! é o seu jornal oficial. Destaca-se, há décadas, por editar em volumosos tomos as obras clássicas do marxismo em edições de capa dura, bem difundidas também em organizações e círculos marxistas e comunistas do Brasil, além de outras obras que acompanham temas da atualidade.
A Editorial «Avante!» prossegue a sua dinâmica editorial em articulação com a ação partidária. Para o Partido, a atividade editorial merece ser defendida sobretudo em quadro de agravamento da situação dos setores livreiro e editorial em Portugal.
A linha editorial é política, ideológica e cultural para afirmar a promoção militante e teórico-prática. Nos últimos anos, a ação editorial também foi alargada para a edição eletrónica.

## Algumas das edições notáveis
- O Capital – Karl Marx
- Obras Escolhidas de Marx e Engels em 3 Tomos
- Grandes Biografias
- Obras escolhidas de Lenine em 3 tomos